# Чёрная (приток Лунки)
Чёрная — река в России, протекает в Первомайском районе Ярославской области; левый приток реки Лунка.
Сельские населённые пункты около реки: Заречье, Березники, Малое Кузьминское, Сондолово; напротив устья уже Даниловский район.